# DJ Kentaro
DJ Kentaro (...) è un disc jockey giapponese.
È arrivato 3º alle finali del tecnico DMC World DJ nel 2001 e vinto nel 2002 all'età di 20 anni. Riuscendo in questa impresa è stato il primo Asiatico a vincere le finali del DMC World DJ, ricevendo il massimo punteggio nella storia dei DMC.
È stato segnato nel Ninja Tune independent record label ed ha lasciato un mix di acciaio solido, album uscito nel settembre 2005, intitolato On The Wheels of Solid Steel. Le tracce nell'album sono nate esclusivamente per il ritorno del catalogo Ninja Tune.
Kentaro recentemente ha supportato artisti come The Roots e The Pharcyde. Kentaro è ben conosciuto per aver remixato diverse canzoni della megastella giapponese Ayumi Hamasaki.

## DJ Awards
- 2002 DMC World Final - Vincitore
- 2002 DMC Japan Final - Vincitore
- 2001 DMC World Final - Terzo posto
- 2001 DMC Japan Final - Vincitore
- 2001 Teens DJ Championships - Vincitore
- 2000 VESTAX Extravaganza - Finalista mondiale
- 2000 ITF Japan - Secondo posto

## Discografia
- Enter: dj Kentaro (1st album, 2007)
- Pressure Sounds Presents: "Tuff Cuts" Dj Kentaro's Crucial Mix (Pressure Sounds 2008 - Reggae)